# Annoix
Annoix é uma comuna francesa na região administrativa do Centro, no departamento Cher. Estende-se por uma área de 11,75 km². Em 2010 a comuna tinha 237 habitantes (densidade: 20,2 hab./km²).